# Scienza e tecnologia in Cina

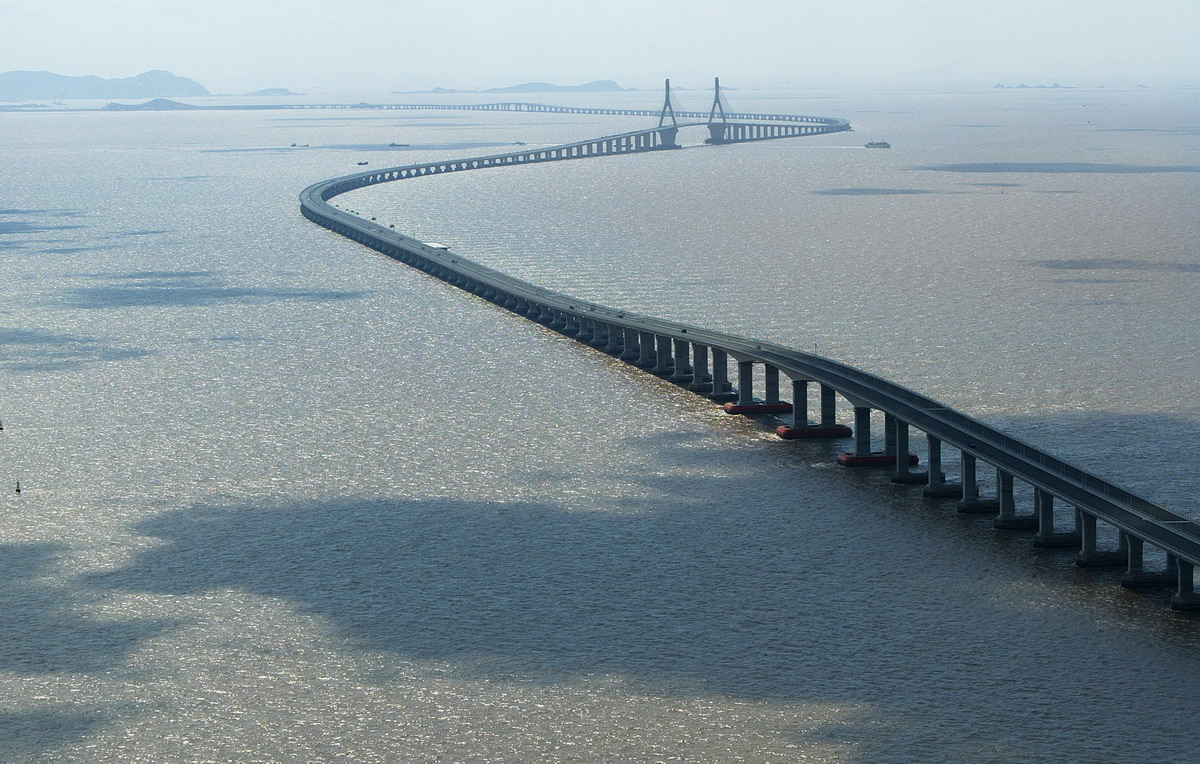
Ponte di Donghai

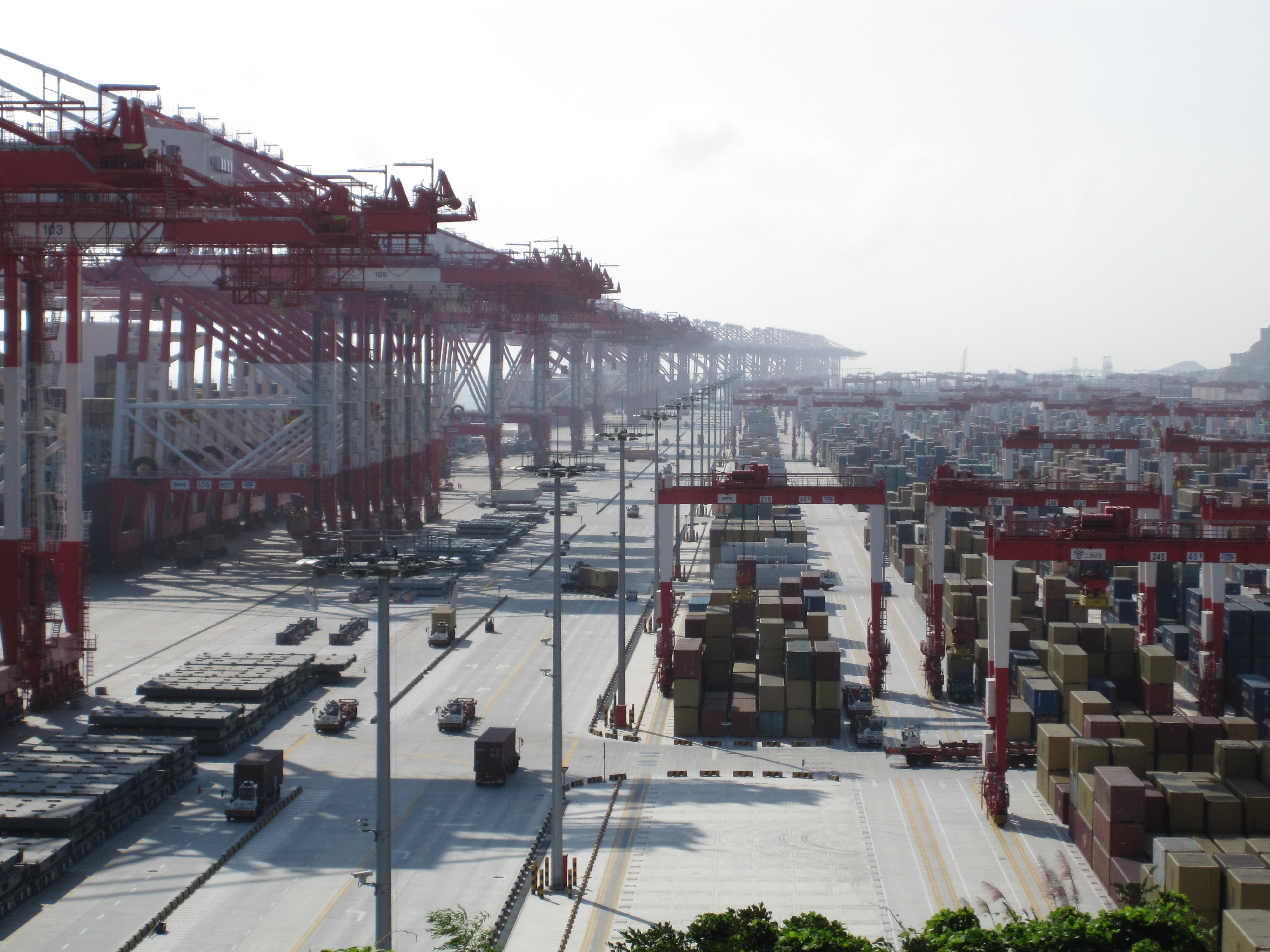
Costruire infrastrutture è stato uno dei principali compiti dell'ingegneria cinese durante i decenni passati. Questo è il Ponte di Donghai: lungo 32,5 chilometri, collega Shanghai sulla terraferma al Porto di Yangshan, una delle sezioni del Porto di Shanghai, il porto per navi portacontainer più trafficato del mondo.

La scienza e la tecnologia in Cina hanno conosciuto negli ultimi decenni un rapido sviluppo. Attraverso finanziamenti, riforme e status sociale, il governo cinese ha posto molta enfasi sulla scienza e la tecnologia come parte fondamentale dello sviluppo socio-economico del paese, nonché come veicolo per il prestigio nazionale. La Cina ha fatto rapidi progressi in campi come l'istruzione, le infrastrutture, le produzioni ad alta tecnologia, le pubblicazioni accademiche, i brevetti e le applicazioni commerciali ed è ora, sia pure in alcuni campi ed entro certi limiti, una guida mondiale. La Cina sta ora puntando sempre di più sull'innovazione interna e mira a riformare le restanti debolezze.

## Storia

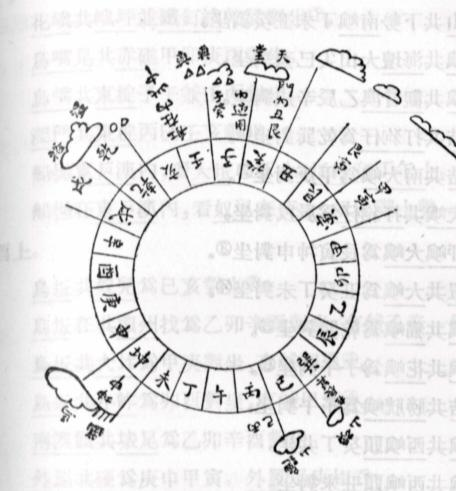
Diagramma di una bussola da marinaio della dinastia Ming.

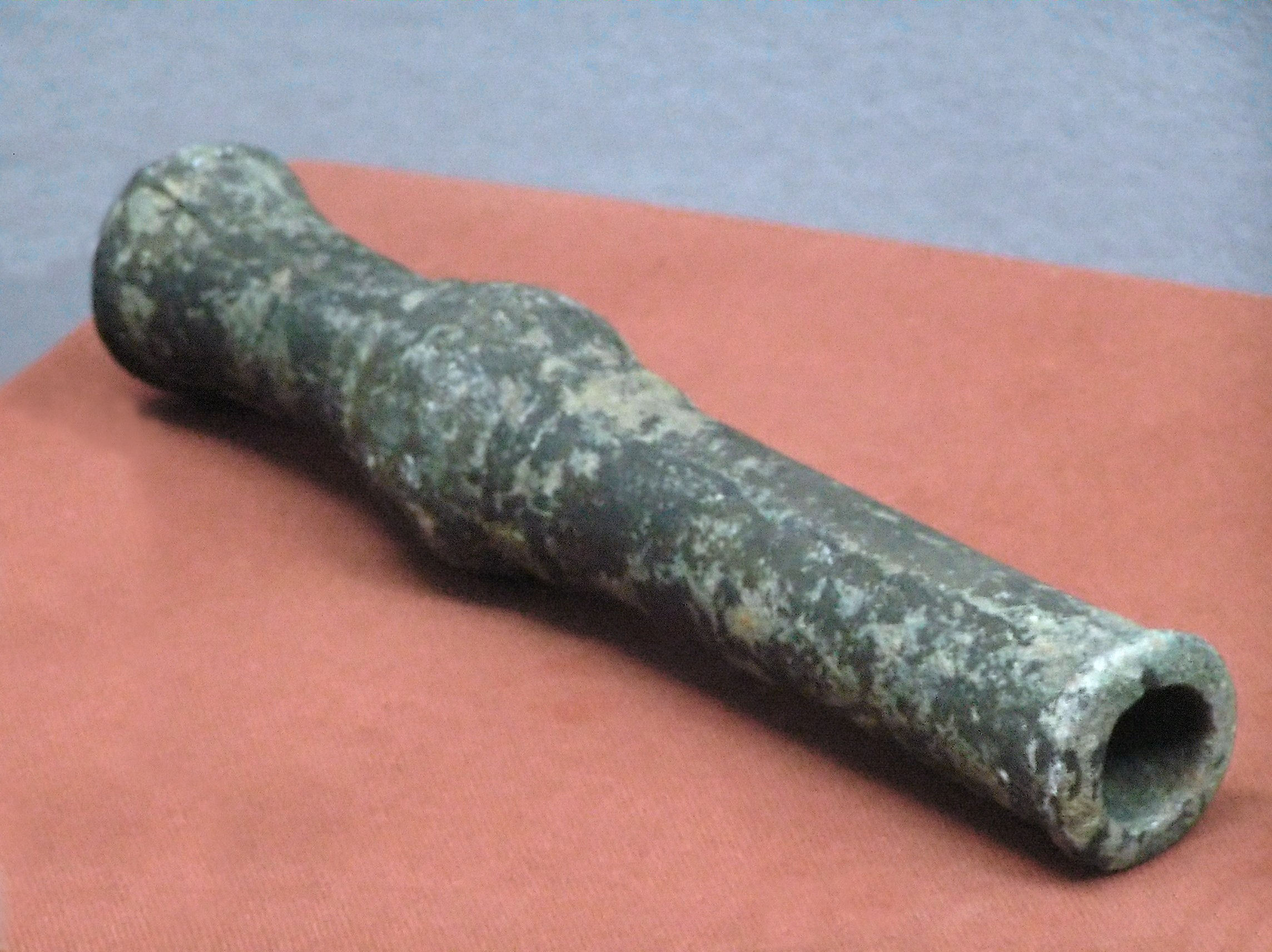
Arma da fuoco portatile della dinastia Yuan.

La Cina ebbe una primazia mondiale nella scienza e nella tecnologia fino ai primi anni della dinastia Qing. Scoperte e innovazioni cinesi come la fabbricazione della carta, la stampa, la bussola e la polvere da sparo (le quattro grandi invenzioni dell'antica Cina) contribuirono allo sviluppo economico in Asia e in Europa. L'attività cinese cominciò a diminuire nel XIV secolo. Diversamente che in Europa gli scienziati non tentarono di ridurre le osservazioni della natura a leggi matematiche e non formarono una comunità di studiosi fondata sul confronto critico e sul progresso della ricerca. Ci si dedicò sempre di più alla letteratura, alle arti e alla pubblica amministrazione, mentre la scienza e la tecnologia erano viste come banali o limitate alle applicazioni pratiche. Le cause di questo processo di arretramento scientifico e tecnologico dell'Oriente rispetto all'Occidente, conosciuto come grande divergenza, continuano a essere discusse. Si ritiene che uno dei fattori sia da ricondurre al sistema degli esami imperiali che eliminò gli incentivi per gli intellettuali cinesi a coltivare le discipline scientifiche, ad esempio imparando la matematica o conducendo esperimenti.
Dopo essere stati ripetutamente sconfitti dalle nazioni occidentali nel XIX secolo, i riformatori cinesi cominciarono a promuovere la scienza e la tecnologia moderna come parte del movimento per l'autorafforzamento. Dopo la vittoria comunista nel 1949 la ricerca scientifica e tecnologica fu organizzata sul modello dell'Unione Sovietica. Essa era pertanto caratterizzata da un'organizzazione burocratica guidata da non scienziati, da una ricerca svolta secondo gli obiettivi dei piani centrali, dalla separazione della ricerca dalla produzione, da istituti di ricerca specializzati, dalla concentrazione sulle applicazioni pratiche e da restrizioni sui flussi informativi. I ricercatori dovevano lavorare come collettivi per la società piuttosto che come individui in cerca di riconoscimento. Molti studiarono in Unione Sovietica, che trasferì anche tecnologie. La Grande rivoluzione culturale, che cercava di eliminare le influenze e gli atteggiamenti percepiti come "borghesi", causò grandi guasti ed effetti negativi. Tra le altre misure essa mise sotto attacco la comunità scientifica e l'istruzione formale, gli intellettuali furono inviati a fare lavori manuali, le università e i giornali accademici furono chiusi, la maggior parte della ricerca cessò e per quasi un decennio la Cina non formò nuovi scienziati e ingegneri.
Dopo la morte di Mao Zedong, scienza e tecnologia furono poste nel 1976 come una delle Quattro modernizzazioni. Deng Xiaoping, il nuovo leader e architetto della riforma economica cinese, fu un forte promotore della scienza e della tecnologia e rovesciò le politiche della Rivoluzione culturale. Il sistema d'ispirazione sovietica fu allora gradualmente riformato. I mezzi di comunicazione cominciarono a promuovere il valore della ricerca, del pensiero e delle realizzazioni scientifiche. Non a caso la terza e quarta generazione di leader venivano quasi esclusivamente da formazioni tecniche.
il Consiglio di Stato della Repubblica popolare cinese nel 1995 emanò la "Decisione sull'accelerazione dello sviluppo della scienza e della tecnologia", che descriveva lo sviluppo pianificato per la scienza e la tecnologia nei decenni successivi. Il documento descriveva S&T come la principale forza produttiva, che influenza lo sviluppo economico, il processo sociale, la forza nazionale e i livelli di vita. S&T avrebbero dovuto associarsi strettamente ai bisogni del mercato. Non solo gli istituti di stile sovietico, ma anche le università e le industrie private avrebbero dovuto fare ricerca. Le istituzioni statali avrebbero dovuto formare imprese miste con capitale di rischio cinese o straniero affinché gli sviluppi di scienza e tecnologia raggiungessero l'industria. Il personale attivo nei settori della S&T sarebbe dovuto diventare più mobile dal punto di vista occupazionale, la paga avrebbe dovuto essere legata ai risultati economici e l'età e l'anzianità di servizio avrebbero dovuto avere minore importanza per le decisioni in materia di personale. Si sarebbero dovuti rispettare i diritti di proprietà intellettuale. Lo scambio di informazioni sarebbe dovuto migliorare e avrebbero dovuto esserci competizione e offerte aperte sui progetti. Si sarebbe dovuto proteggere l'ambiente. La S&T interna cinese avrebbe dovuto essere promossa in particolare in certe aree essenziali. I funzionari pubblici avrebbero dovuto migliorare la loro comprensione di S&T e incorporarle nelle loro decisioni. La società, comprese le organizzazioni giovanili del Partito comunista, i sindacati e i mezzi di comunicazione di massa, avrebbero dovuto promuovere attivamente il rispetto per la conoscenza e i talenti umani.
Durante gli ultimi 30 anni la Cina si è concentrata sulla costruzione di infrastrutture fisiche come strade e porti. Una politica costante dell'ultimo decennio è stata quella di porre il trasferimento di tecnologia come condizione per consentire alle aziende straniere di ottenere accesso al mercato cinese. Ora la Cina sta puntando sempre di più sull'innovazione nazionale.

## Tecnonazionalismo
La Cina, come pure altre nazioni asiatiche, vede la scienza e la tecnologia come vitale per conseguire gli obiettivi economici e politici oltre al prestigio nazionale. La mancanza di una proprietà intellettuale e di un'innovazione tecnologica nazionale sono viste come problemi nazionali essenziali. Il primo ministro Wen Jiabao nel 2006 affermò che "Senza un'innovazione indipendente la Cina sarebbe incapace di reclamare un posto alla pari nel mondo o di conseguire l'onore nazionale".
Malgrado le riforme economiche, lo stato cinese, come accade anche in parecchie altre nazioni asiatiche, continua a dirigere pesantemente sia l'economia che la ricerca pubblica e privata attraverso mezzi quali piani nazionali, regolamenti, imposte e sussidi. Le industrie e le ricerche in via di sviluppo e prioritarie sono protette e guidate. Sono in atto sforzi sistemici per sostituire la tecnologia e le proprietà intellettuali straniere con quelle nazionali. Le aziende straniere ricevono molti incentivi per il trasferimento di tecnologia e per trasferire la R&S in Cina. Allo stesso tempo le capacità tecnologiche delle aziende nazionali sono sostenute in vari modi. L'importanza del governamento nazionalistico dall'alto verso il basso in confronto a quella di altri fattori, come la liberalizzazione economica, per il rapido progresso della S&T cinese è incerta. C'è la possibilità di un conflitto e di politiche nazionalistiche straniere opposte se la colpa dei problemi per le aziende e le nazioni straniere è attribuita ai progressi economici e scientifici e alle politiche nazionalistiche cinesi.
Si è visto che il nazionalismo e le conquiste nazionalistiche diventano le principali giustificazioni ideologiche e il collante sociale per il regime mentre il marxismo perde d'influenza. Alcuni megaprogetti di scienza e tecnologia sono stati considerati come discutibili progetti trofeo fatti a fini di propaganda, con i mezzi di comunicazione controllati dallo stato che sono riempiti di notizie sulle conquiste cinesi.

## Spese interne lorde in ricerca e sviluppo
Fra il 2000 e il 2008 le spese interne lorde in ricerca e sviluppo (SILRS) salirono in media annualmente del 22,8%, il che aumentò la quota di SILRS sul PIL dallo 0,9% all'1,54%. La Cina intende aumentare questa quota al 2,5% entro il 2020. Nel 2008 l'82,76% andò allo sviluppo sperimentale, il 12,46% alla ricerca applicata e il 4,78% alla ricerca di base. Le imprese cinesi contribuirono al 59,95% del GERD nel 2000 e al 73,26% nel 2008. La spesa delle imprese si concentra prevalentemente nello sviluppo sperimentale. La Cina mira ad aumentare la quota della ricerca di base al 15% entro il 2020.
L'istituto di ricerca Battelle stima che la spesa in R&S della Cina supererà quella degli Stati Uniti nel 2023.

## Istituzioni
Il Consiglio di Stato della Repubblica Popolare Cinese è il supremo organo amministrativo della Cina. Immediatamente sotto di esso vi sono vari ministeri e organizzazioni di livello ministeriale coinvolti in diversi aspetti della scienza e della tecnologia. Il Gruppo direttivo del Consiglio di Stato per la scienza e l'istruzione, composto dai capi dei principali organi scientifici, tenta di organizzare la politica nazionale del settore. L'efficienza di questo coordinamento generale è stata messa in discussione vedendo che varie agenzie presentano sovrapposizioni di missioni e rivalità per le risorse e si impegnano a volte in dispendiose duplicazioni.
Il Ministero della scienza e della tecnologia della Repubblica Popolare Cinese, in precedenza la Commissione di Stato per la scienza e la tecnologia, è l'organo prioritariamente responsabile della strategia e della politica in campo scientifico e tecnologico.  Esso amministra i programmi nazionali di ricerca, le zone per lo sviluppo di S&T e la cooperazione internazionale. Il Ministero dell'istruzione della Repubblica Popolare Cinese sovrintende all'istruzione come pure agli istituti di ricerca presso le università. Parecchi altri ministeri come il Ministero dell'industria e dell'informatica, il Ministero della sanità e il Ministero dell'agricoltura sono anch'essi coinvolti nella S&T.
L'Ufficio nazionale di pianificazione della filosofia e delle scienze sociali dirige la pianificazione per le scienze sociali e la filosofia.
L'Accademia cinese delle scienze (CAS) è la più prestigiosa organizzazione di scienze in Cina, della quale fanno parte i membri dell'élite scientifica cinese. Essa dirige molti istituti di ricerca, programmi di ricerca, programmi di formazione per laureati e fornisce consigli influenti. L'Accademia cinese d'ingegneria (CAE) fornisce importanti consigli, ma diversamente dalla CAS non ha istituti di ricerca propri.  L'Accademia cinese delle scienze sociali (CASS) ha un ruolo simile alla CAS per le scienze sociali. Ci sono anche molte altre accademie più piccole come l'Accademia cinese delle scienze della pesca.
La Fondazione nazionale delle scienze naturali della Cina (NSFC) concede sovvenzioni a ricercatori individuali sulla base della revisione paritaria.
Il Dipartimento generale degli armamenti dell'Esercito Popolare di Liberazione dirige la R&S in campo militare.
Le organizzazioni scientifiche e accademiche nazionali affiliate all'Associazione cinese per la scienza e la tecnologia sono anch'esse forze importanti della ricerca scientifica e tecnologica.
La ricerca è condotta da istituti di ricerca governativi, da istituzioni di insegnamento superiore e da imprese private.
I governi locali sono diventati sempre più importanti nel finanziamento della R&S e possono contribuire fino a metà della spesa governativa. Si è sostenuto che la forte rivalità nell'industria della ricerca e dell'alta tecnologia abbia creato talvolta inefficienze, quali una inutile sovracapacità fondata solo sui sussidi, la dispersione di sforzi che sarebbero stati meglio concentrati in poche località e una serie di sussidi burocratici scarsamente meditati per tecnologie che divengono presto obsolete.

## Programmi nazionali
I programmi nazionali di R&S della Cina sono:
- Programma per le Tecnologie Chiave (rinominato nel 2006 come  "zhicheng" or Supporto)
- Programma Nazionale per l'Alta Tecnologia (Programma 863)
- Programma di Ricerca di Base (Programma 973)
- Programma Spark - Tecnologia rurale
- Programma Torch - Commercializzazione di nuove tecnologie creando zone e incubatori speciali ad alta tecnologia
- Programma per i Laboratori Chiave
- Centri di Ricerca Ingegneristica
- Programma Statale per i Prodotti Chiave e Innovativi
- Fondo d'Innovazione per le Piccole e Medie Imprese
- Progetto Speciale di Sviluppo Tecnologico per gli Istituti di Ricerca
- Piano di Azione per la Promozione del Commercio attraverso la Scienza e la Tecnologia
- Programma Nazionale per i Nuovi Programmi
- Fondo Agricolo per il Trasferimento di S&T

I maggiori programmi nazionali ricevono il 15-20% della spesa governativa in R&S. Finanziano la ricerca nelle università, negli istituti e nell'impresa, secondo una procedura stabilita di proposte competitive. Un progetto importante può ricevere fondi da parecchi programmi. Si ritiene che i programmi abbiano avuto un grande effetto, ma sono stati anche coinvolti in scandali, corruzione, frode, accusati di produrre opere derivate con poche innovazioni e di ignorare il merito nella selezione dei progetti a favore del clientelismo. La Cina sta cercando di migliorare l'efficienza dei programmi attraverso un ricorso più ampio a misure come la revisione paritaria e le valutazioni.

## Zone di sviluppo economico e tecnologico

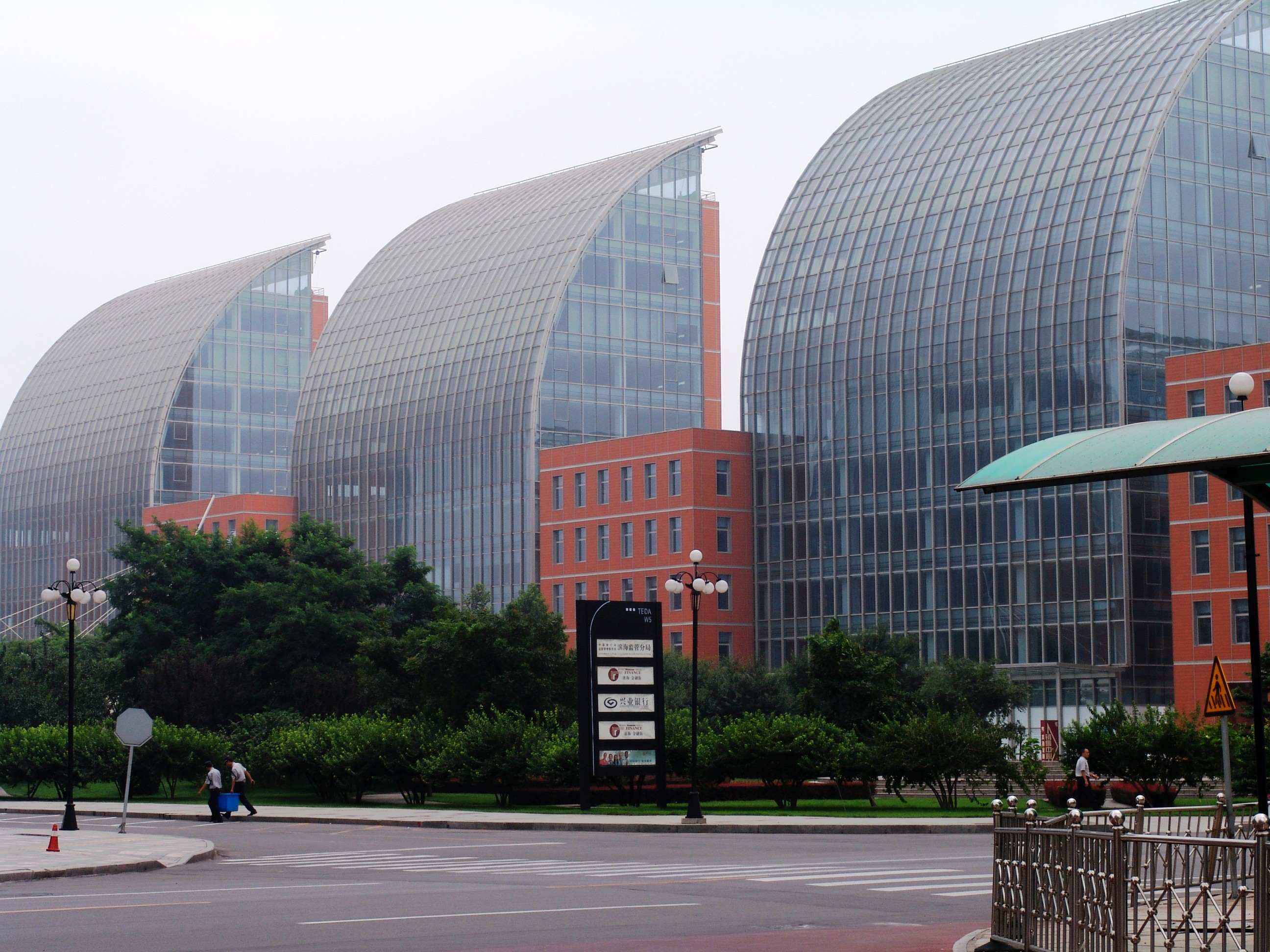
Area di sviluppo economico e tecnologico di Tianjin.

Basandosi sul successo delle sue zone economiche speciali, la Cina ha creato le zone di sviluppo economico e tecnologico. Esse hanno lo scopo di creare industrie ad alta tecnologia, attrarre gli investimenti esteri, aumentare le esportazioni e migliorare l'economia regionale. Si ritiene che abbiano avuto molto successo e sono state espanse dalle quattordici iniziali a cinquantadue.

## Istruzione e personale per R&S
| Posizione | Matematica      | Matematica | Scienze         | Scienze | Lettura         | Lettura |
| --------- | --------------- | ---------- | --------------- | ------- | --------------- | ------- |
| 1.        | Shanghai, Cina  | 600        | Shanghai, Cina  | 575     | Shanghai, Cina  | 556     |
| 2.        | Singapore       | 562        | Finlandia       | 554     | Corea del Sud   | 539     |
| 3.        | Hong Kong, Cina | 555        | Hong Kong, Cina | 549     | Finlandia       | 536     |
| 4.        | Corea del Sud   | 546        | Singapore       | 542     | Hong Kong, Cina | 533     |
| 5.        | Taiwan          | 543        | Giappone        | 539     | Singapore       | 526     |
| 6.        | Finlandia       | 541        | Corea del Sud   | 538     | Canada          | 524     |
| 7.        | Liechtenstein   | 536        | Nuova Zelanda   | 532     | Nuova Zelanda   | 521     |
| 8.        | Svizzera        | 534        | Canada          | 529     | Giappone        | 520     |
| 9.        | Giappone        | 529        | Estonia         | 528     | Australia       | 515     |
| 10.       | Canada          | 527        | Australia       | 527     | Paesi Bassi     | 508     |

Nella prima partecipazione di studenti cinesi a una prova internazionale di valutazione di allievi, il Programma per la valutazione internazionale dell'allievo dell'OCSE del 2009, gli studenti quindicenni di Shanghai si piazzarono primi in tutte e tre le categorie: matematica, scienze e lettura. Gli studenti cinesi in confronto ad altre nazioni ottennero un punteggio particolarmente buono in matematica. Una spiegazione per i risultati cinesi può essere una cultura che enfatizza l'istruzione e gli esami competitivi e il maggiore tempo passato a studiare, dovuto in parte alla minore partecipazione ad attività come gli sport. L'insegnamento è divenuto un'occupazione che gode di uno status più elevato. Inoltre, la Shanghai industrializzata che ha fatto importanti riforme nel campo dell'istruzione può non essere rappresentativa del resto della Cina. Anche se non vi era nessuna prova di imbrogli o di problemi tecnici con le prove, Shanghai, che attrae molti immigranti dal resto della Cina, potrebbe aver permesso a studenti particolarmente bravi di studiare in città e agli studenti potrebbe essere stato detto che la prova era importante per l'immagine della Cina. Il direttore OCSE responsabile della prova, Andreas Schleicher, disse che ci si aspettava che i risultati producessero sbalordimento e per questa ragione erano state esaminati da esperti internazionali per verificarne l'accuratezza dopo che l'OCSE aveva ricevuto i punteggi di Shanghai. Egli disse anche che i risultati "confutano l'ipotesi comunemente sostenuta che la Cina produce soltanto apprendimento meccanico" e che "Grandi frazioni di questi studenti dimostrano la loro capacità di estrapolare da ciò che conoscono e di applicare la loro conoscenza molto creativamente nelle situazioni".
La Cina è diventata una delle più grandi fonti di personale per la ricerca e sviluppo. Fra il 2000 e il 2008, il numero di ingegneri e scienziati è più che raddoppiato a 1,59 milioni. Relativamente alla dimensione della popolazione questo è ancora molto basso in confronto alle maggiori nazioni sviluppate come gli Stati Uniti e il Giappone, ma il divario si sta chiudendo rapidamente. Il numero di assegnazioni di dottorati in scienza e ingegneria è aumentato di dieci volte dall'inizio degli anni 1990. Il numero di studenti in generale nelle università è aumentato da 1 milione a 5,4 milioni durante il periodo 1998-2007. Nel 2009 soltanto, la Cina ha prodotto oltre 10.000 laureati con dottorato di ricerca in ingegneria e ben 500.000 laureati con laurea triennale in ingegneria, matematica, tecnologia dell'informazione e informatica – più di qualsiasi altro paese.
La C9 League, presentata come l'Ivy League della Cina, è un'alleanza di università cinesi di élite che ricevono un elevato ammontare di finanziamenti per la ricerca nazionale e producono un'ampia quota della ricerca nazionale.
Le università cinesi forniscono una quota insolitamente elevata di brevetti. Esse ricevono circa la metà dei fondi per la R&S da imprese private.
Otto su nove membri del Comitato permanente dell'ufficio politico del Partito Comunista Cinese hanno lauree in ingegneria.
2,25 milioni di studenti hanno studiato all'estero dal 1978. 340.000 stavano studiando all'estero nel 2011, il che rappresentava un aumento del 20% sull'anno precedente. In totale 818.400 sono ritornati in Cina, ciò avvenendo in particolare in anni recenti. 186.200 somo ritornati in Cina nel 2011, il che corrispondeva a un aumento del 38% sull'anno precedente. La Cina offre parecchi benefici ai Cinesi che hanno studiato all'estero con ottimi risultati e che ritornano in Cina. Gli studenti ora stanno ritornando anche per le aumentate opportunità di lavoro, diversamente da prima quando molti restavano all'estero a causa della mancanza di posti di lavoro in Cina. Uno studio del 2009 ha scoperto che solo il 10% degli studenti cinesi pianificano di restare negli Stati Uniti a causa delle restrizioni sul visto, del timore della mancanza di opportunità di lavoro in Cina e della convinzione che la crescita statunitense rimarrà indietro rispetto ai tassi medi di crescita mondiali. Il 52% credeva che le migliori opportunità di lavoro fossero in Cina, il che era in marcato contrasto con precedenti sondaggi. Il 74% pensava che stessero arrivando i giorni migliori dell'economia cinese. Il 68% intendeva avviare imprese. Quando ritornano, gli studenti che hanno studiato all'estero spesso forniscono conoscenze cruciali nel campo della scienza e della tecnologia, capacità gestionali e abilità d'innovazione per la ricerca scientifica e l'industria. I dirigenti anziani nelle aziende ad alta tecnologia hanno spesso studiato all'estero.

## Diaspora cinese
I Cinesi d'oltremare, come avviene per altre diaspore e per i loro paesi d'origine, hanno contribuito significativamente allo sviluppo della Cina. Essi sono stati visti come un importante canale per portare in Cina scambi, investimenti e tecnologie moderne sia mediante attività commerciali sia mediante cooperazione pubblica senza scopo di lucro.

## Spionaggio industriale
Si è insinuato che uno degli obiettivi dell'attività all'estero dei servizi segreti cinesi sia lo spionaggio industriale oltre che l'ottenimento di tecnologia militare. Anche compagnie private sono state accusate di spionaggio. Le agenzie di sicurezza sospettano che migliaia di aziende occidentali possano essere state colpite da violazioni di dati che possono essere ricondotte alla Cina.

## Cooperazione internazionale
Il Centro di Informazioni Internet della Cina dichiarò in un articolo del 2005 che la Cina aveva accordi cooperativi intergovernativi nel campo della S&T con 96 nazioni, programmi cooperativi di S&T con 152 nazioni e regioni, e partecipava a più di 1.000 organizzazioni cooperative internazionali nel campo della S&T. Gli scambi internazionali e le attività cooperative delle ONG erano aumentate. L'Associazione per la Scienza e la Tecnologia della Cina e le organizzazioni collegate come la Fondazione Nazionale per le Scienze Naturali della Cina partecipavano a molte organizzazioni cooperative internazionali. I ricercatori cinesi detenevano 281 incarichi principali in comitati di esperti di organizzazioni internazionali e 293 posizioni di direttore-membri esecutivo o di livello superiore.

## Trasferimento di tecnologia ed R&S mediante società multinazionali
All'inizio degli anni le aziende straniere cominciarono a trasferire tecnologia in Cina mediante accordi di licenza e vendite di attrezzature. In seguito nel corso del decennio molte società multinazionali passarono a trasferire tecnologia entrando in imprese miste con aziende cinesi al fine di espandersi in Cina. La Cina negli anni 1990 introdusse poi regolamentazioni sempre più sofisticate degli investimenti esteri mediante i quali l'accesso al mercato cinese era scambiato con il trasferimento di tecnologia. L'entrata della Cina nell'Organizzazione mondiale del commercio nel 2001 impose la cessazione di questa pratica, ma commentatori stranieri sostengono che, nei fatti, essa continua. D'altra parte, alcuni critici cinesi hanno osservato che tali trasferimenti di tecnologia possono essere utili per aggiornarsi, ma non creano tecnologie nuove, d'avanguardia.
La Cina ha incoraggiato in modo crescente le aziende multinazionali a creare centri di R&S in Cina. Sull'efficacia di questa politica esistono però opinioni diverse. I critici cinesi hanno sostenuto che la R&S di proprietà straniera beneficia soltanto le aziende straniere e allontana i ricercatori cinesi talentosi dalle aziende e dalle istituzioni nazionali. I fautori cinesi hanno argomentato che la R&S serve come modello di comportamento e incoraggiamento per le aziende nazionali e crea comunità qualificate dalle quali il lavoro e la conoscenza possono fluire facilmente alle aziende nazionali. Nel 2010 vi erano 1.200 di questi centri di R&S e 400 aziende della classifica di Fortune 500 hanno creato tali centri di R&S. Le aziende in questione hanno asserito che si tratta di una necessità al fine di adattare i prodotto alle esigenze locali del mercato cinese come pure che è essenziale per mantenere la competitività globale fare uso dei molti ingegneri e scienziati cinesi disponibili. La Cina ora si classifica al primo posto quando si chiede alle aziende multinazionali in quale nazione sia più probabile che vengano localizzati i futuri centri di R&S.
In un rapporto del 2006, la Cina delineava le politiche per migliorare l'innovazione e superare i suddetti inconvenienti. Esse comprendono 20 grandi megaprogetti in aree come la nanotecnologia, i microchip generici di fascia alta, l'aeronautica, la biotecnologia e i nuovi farmaci. Questo si combina con un approccio diverso che parte più dalla base su un modello alla Silicon Valley, che consiste in piccole startup, capitale di rischio e cooperazione tra industria e università.
Si è anche osservato che la Cina è leader mondiale nell'apportare piccoli miglioramenti innovativi ai progetti esistenti. Un esempio sono i miglioramenti continui al progetto degli alimentatori elettrici rendendoli gradualmente più piccoli, meno costosi e più efficienti dal punto di vista energetico. Questa circostanza forse non crea prodotti completamente nuovi o titoli in prima pagina, ma può essere più importante per creare nuova occupazione.

## Appalti
Il governo centrale cinese, un grande acquirente di prodotti ad alta tecnologia, nel 2009 propose politiche controverse che pretendevano che le aziende che gli vendevano favorissero l'innovazione cinese e che i prodotti venduti fossero liberi da diritti di proprietà intellettuale stranieri. Le parti più controverse in seguito furono ritirate, ma i governi cinesi locali continuano ad usare gli appalti per incoraggiare l'innovazione nazionale.

## Proprietà intellettuale
La protezione effettiva della proprietà intellettuale in Cina è stata giudicata debole. Negli ultimi anni, c'è stato però un riconoscimento crescente che questo scoraggia l'innovazione nazionale e sono stati fatti sforzi per rafforzare il sistema.
La Cina è stata accusata di non proteggere la proprietà intellettuale straniera e di consentire tacitamente che tali tecnologie vengano copiate e reclamate poi come proprietà intellettuale cinese.

## Brevetti
La Cina nel 2011 divenne la nazione con il più alto numero di domande di brevetto presentate. Tuttavia, questo riflette in parte il fatto che il governo dà incentivi alle aziende per presentare domande di brevetto indipendentemente se alla fine questo venga concesso. La percentuale di domande di brevetto in Cina presentate dalle aziende cinesi salì da meno del 52% nel 2006 a quasi il 73% nel 2010. I dati dell'Organizzazione mondiale per la proprietà intellettuale mostrano che le aziende cinesi sono diventate più importanti nel campo dei brevetti anche all'estero, occupando ora il secondo e il quarto posto per quanto riguarda il numero di domande di brevetto presentate dalle singole aziende. La Cina mira a trasformare la sua economia da "Made in China" ("fabbricato in Cina") a "Designed in China" ("progettato in Cina") e dal fabbricare su licenza all'avere aziende con un loro marchio e il conseguente miglioramento dei margini di profitto.
La proporzione relativa di brevetti concessi è inferiore in Cina, che si colloca dietro Giappone e Stati Uniti quando si misura il numero di brevetti concessi presso gli uffici brevetti degli Stati Uniti, del Giappone, della UE, della Corea del Sud e della Cina (che insieme amministrano circa il 75% dei brevetti mondiali. Tuttavia, la Cina ottiene ora circa il doppio dei brevetti della Corea del Sud o della UE, mentre cinque anni fa la Cina otteneva circa la stessa quantità di ciascuna di queste regioni.

## Norme
Per incoraggiare l'innovazione ed evitare la proprietà intellettuale straniera, la Cina è andata sviluppando norme tecniche nazionali. Un esempio è la norma 3G TD-SCDMA. I critici hanno ritenuto che fosse costosa e che ritardasse l'introduzione del 3G, mentre i sostenitori affermano che abbia aumentato le capacità e l'esperienza tecnica, contribuendo ad accrescere la competitività cinese riguardo al 4G. La Time-Division Long-Term Evolution ("evoluzione a lungo termine a divisione di tempo") è in fase di implementazione come la norma 4G nazionale della Cina.

## Editoria accademica
La Royal Society in un rapporto del 2011 sull'editoria accademica affermava che come quota dei saggi di ricerca scientifica in inglese gli Stati Uniti erano primi seguiti dalla Cina, dal Regno Unito, dalla Germania, dal Giappone, dalla Francia e dal Canada. Il rapporto prevedeva che la Cina avrebbe superato gli Stati Uniti in un qualche momento prima del 2020, probabilmente già dal 2013. L'impatto scientifico della Cina, come misurato da altri scienziati che citavano i saggi pubblicati l'anno successivo, è minore, sebbene ancora crescente. Un'analisi dei dati dell'ISI Web of Knowledge trovava che la Cina aveva aumentato la sua quota degli articoli scientifici più frequentemente citati dall'1,85% nel 2001 all'11,3% nel 2011. Entro il 2014 Cina avrebbe potuto sorpassare la Germania e il Regno Unito classificarsi seconda dopo gli Stati Uniti. La quota degli Stati Uniti era scesa dal 64,3% al 50,7% durante lo stesso periodo di dieci anni.
Uno studio del 2009 sugli studi sociali cinesi nel Social Sciences Citation Index (Indice di citazione nelle scienze sociali) rilevava un lento aumento fino al 1999. Il periodo 1999-2007 vide un aumento molto rapido. Tuttavia, nel 2007 la Cina contribuiva ancora soltanto all'1,39% degli studi e la Cina continentale sorpassava soltanto Hong Kong nel 2006. L'economia e gli affari avevano una quota maggiore delle scienze sociali, politiche e della comunicazione e della psicologia. La bassa quota delle scienze sociali in confronto alle scienze naturali potrebbe riflettere il fatto che questo è uno schema comune nelle nazioni asiatiche, che gli scienziati sociali cinesi pubblicano in riviste nazionali non incluse nell'Index e hanno meno incentivi alla carriera riguardo alle pubblicazioni nelle riviste internazionali e che l'ideologia e il controllo è più importante per le scienze sociali che per le scienze naturali. In Cina le scienze naturali sono amministrate dal Ministero della scienza e della tecnologia mentre le scienze sociali sono amministrate dall'Ufficio nazionale di pianificazione della filosofia e delle scienze sociali, il che può ostacolare la collaborazione interdisciplinare.
Gli articoli pubblicati in Cina relativi alla scienza medica e alla ricerca clinica di base e indicizzati da PubMed crebbero in media del 31,2% e del 22% ogni anno tra il 2000 e il 2009. Le prove controllate randomizzate erano circa 1/3 degli articoli sulla ricerca clinica. Tuttavia, nel 2009 questo rappresentava ancora soltanto l'1,5% degli articoli mondiali di ricerca clinica e l'1,7% delle prove cliniche controllate randomizzate mondiali. L'istruzione sulla ricerca clinica per gli studenti di medicina e il coinvolgimento e l'ambiente di supporto per i medici riguardo alla ricerca clinica hanno carenze.
Science-Metrix, un'azienda canadese di analisi dei dati, ha previsto che nel 2010 la Cina avrebbe pubblicato tanti studi soggetti a revisione paritaria nel campo delle scienze sociali e dell'ingegneria quanti gli Stati Uniti. Si prevede che nel 2015 la Cina pubblichi altrettanti studi degli Stati Uniti in tutti i campi, mentre nel 2030 dovrebbe sorpassare gli Stati Uniti nelle scienze della vita e in quelle sociali.
Ci sono 8.000 riviste in Cina e 4.600 in campi scientifici. Quasi tutte le organizzazioni scientifiche cinesi pubblicano la propria rivista. Il governo possiede o sostiene la maggior parte delle riviste, solo un piccolo numero essendo di proprietà privata. Si è asserito che il sistema "pubblica o perisci" contribuisce a molte riviste e articoli di bassa qualità che sono citati infrequentemente e anche al plagio e alla frode. Il governo cinese ha messo in atto regolamentazioni più rigide, ha punito o chiuso alcune riviste e mira ad aumentare il controllo di qualità e la valutazione tra pari delle riviste nonché a creare da cinque a dieci grandi gruppi editoriali. Come parte delle riforme, nel 2012 l'Associazione cinese per la scienza e la tecnologia, che sorveglia 1.050 riviste, in una dichiarazione elencò varie forme di cattiva condotta, plagio e frode, nonché le sanzioni per averle perpetrate come gli ammonimenti scritti, l'inserimento nella lista nera, la segnalazione all'istituzione di appartenenza del ricercatore o alle agenzie finanziatrici o la rivelazione pubblica. Si è ritenuto importante anche aumentare la pressione su altre riviste e informare i redattori che possono non sapere che alcune azioni come favorire i ricercatori sulla base delle relazioni personali sono inaccettabili. La Cina pianifica anche di dare sostanziosi incentivi finanziari alle riviste principali in base a fattori come il loro fattore d'impatto cinese e internazionale. Si è però messo in dubbio se questo avrà un effetto sulle molte riviste di scarsa qualità, che in cambio di denaro aiutano i ricercatori a soddisfare i requisiti richiesti per la pubblicazione dei loro studi.

## Imprese di Stato
Le imprese di Stato cinesi sono possedute da una varietà di attori quali governi locali e agenzie governative. Esse possono beneficiare di vantaggi non disponibili per aziende più piccole, più innovative che sono state considerate problematiche. Nel 2010 le imprese di Stato vinsero molte gare per progetti di energie rinnovabili dal momento che non dovevano preoccuparsi di ripagare gli investimenti per parecchi decenni e potevano ignorare rischi e costi. I proprietari possono tentare di proteggere le loro imprese dalla concorrenza mediante regolamenti o altrimenti usare la loro influenza in una maniera sleale che può soffocare concorrenti privati più innovativi. Le imprese private sorpassarono quelle di Stato durante il periodo 2002-2007 riguardo alla rapidità di aumento della spesa in ricerca, alle domande di brevetto e ai laboratori di R&S. Il numero degli scienziati e degli ingegneri di ricerca aumentò rapidamente nelle imprese private, mentre declinava nelle imprese di Stato.

## Corruzione
Preoccupati per la corruzione nella scienza cinese, alcuni scienziati cinesi, compreso il professor Liu Ming 刘明 dell'Università di Zhejiang, nel suo libro del 2005 Critique of the Academic Evaluation System [Critica del sistema di valutazione accademica] 学术评价制度批判, sostengono che l'interferenza dei funzionari del governo e dei burocrati dell'università rende la revisione paritaria in Cina di gran lunga meno efficace di quanto potrebbe essere. Il tempo che gli scienziati passano a coltivare persone politicamente influenti è sottratto alla ricerca scientifica. Liu sostiene che la mentalità dell'economia dirigista di misurare tutto con i numeri, combinata con la pervasiva influenza politica produce come risultato un grande spreco di denaro, di talento umano nonché una considerevole corruzione nel mondo scientifico. Un'indagine del 2008 su una certificazione per imprese ad alta tecnologia che dava diritto a grandi sgravi fiscali e altri vantaggi scoprì che più del 70% delle imprese l'avevano ottenuta in circostanze discutibili e un'indagine su un campione trovò che il 73% non soddisfaceva i requisiti.

## Premi
I Premi di Stato per la scienza e la tecnologia, compreso il Premio supremo di Stato per la scienza e la tecnologia, sono la più alta onorificenza della Repubblica Popolare Cinese nei settori della scienza e della tecnologia, e mirano al riconoscere ai cittadini e alle istituzioni che hanno dato notevoli contributi al progresso scientifico e tecnologico e a promuovere lo sviluppo della scienza e della tecnologia.

## Aree specifiche

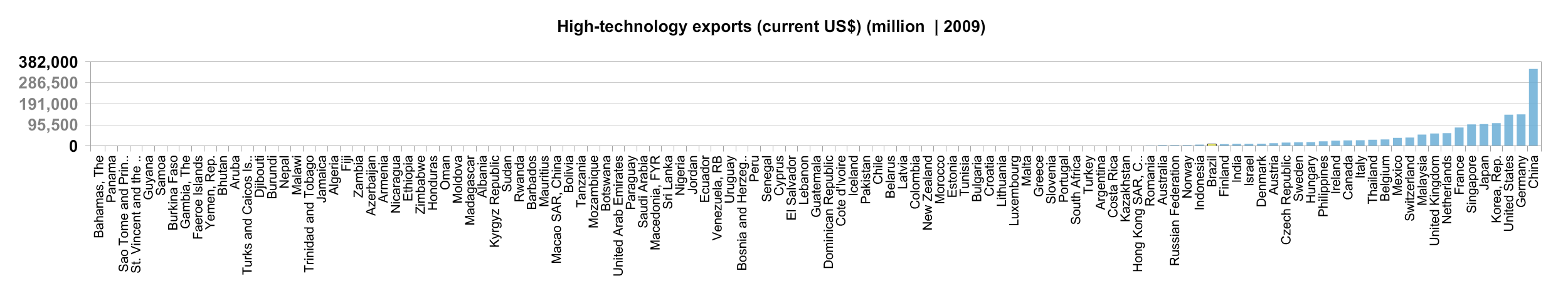
Valore in dollari delle esportazioni di alta tecnologia per paese nel 2009. Il valore delle esportazioni cinesi di alta tecnologia era più del doppio di quello di qualsiasi altra nazione.

### Elettronica e tecnologia dell'informazione
Nel 2009 la Cina produceva il 48,3% delle televisioni del mondo, il 49,9% dei telefoni cellulari, il 60,9% dei computer personali e il 75% dei monitor LCD. I componenti elettronici fabbricati a livello nazionale sono diventati un'importante fonte della recente crescita. L'industria cinese del software nel 2010 aveva una quota superiore al 15% del mercato mondiale del software e dei servizi informatici ed era cresciuta in media del 36% ogni anno durante il decennio precedente. Le aziende di TI cinesi si sono allontanate dal settore ristretto dei servizi e dei prodotti a valle (downstream) per avere la gamma completa. La Cina, con il sostegno attivo del governo cinese, è un'importante pioniera nella tecnologia dell'Internet delle cose.
Secondo il Centro d'Informazioni sulle Reti Internet della Cina c'erano 505 milioni di utenti di Internet nel novembre 2011, pari al 37,7% della popolazione. Il numero di utenti di microblog era cresciuto da più di 100 milioni durante gli ultimi sei mesi a più di 300 milioni. Nel 2011 il 23% degli utenti di Internet nel mondo erano cinesi, il che era più del doppio della quota di qualsiasi altra nazione. La Cina nel 2012 mirava a raddoppiare il suo mercato del commercio elettronico entro il 2015 e a diventare il più grande del mondo.
Nel 2012 la Cina sorpassò il miliardo di utenze di telefoni cellulari sebbene sia probabile che il numero di utenti sia più piccolo dal momento che la stessa persona può utilizzare utenze multiple. 100 milioni di utenze sono state aggiunte sin dall'anno precedente. Il numero di utenze 3G quasi raddoppiate a 144 milioni. Il numero di abbonamenti alle linee fisse calò a 284 milioni.

### Supercomputer
L'uso dei supercomputer in Cina si è espanso rapidamente. I supercomputer influenzano la possibilità di fare ricerche all'avanguardia in molte aree come la progettazione di farmaci, la crittoanalisi, l'esplorazione di risorse naturali, i modelli climatici e la tecnologia militare. Nel 2011 la Cina aveva 74 dei 500 più grandi supercomputer, mentre un decennio prima non ne aveva nessuno. La Cina sta sviluppando la capacità di fabbricare i componenti internamente e pianifica di essere la prima a costruire un supercomputer esascala. La Cina potrebbe stare pianificando anche di creare una supercomputazione molto più potente distribuita su larga scala connettendo insieme i suoi centri di supercomputer. Tianhe-1 fu per un periodo nel 2010-2011 il più veloce supercomputer del mondo. Nel giugno 2013, Tianhe-2, il successore di Tianhe-1, si riprese di nuovo la corona.

### Semiconduttori
L'industria cinese dei semiconduttori, malgrado l'esteso sostegno governativo, ha avuto molti problemi in campi come l'innovazione dei progetti. Ciò è dovuto forse a fattori come il sostegno male indirizzato dei governi statali e locali verso tecnologie presto obsolete e verso sforzi geograficamente troppo dispersi, la mancanza di formazione ingegneristica e la scarsa protezione della proprietà intellettuale. Questa situazione potrebbe cambiare grazie a una nuova enfasi sul finanziamento mediante meccanismi di mercato piuttosto che mediante il sostegno diretto, alla concentrazione degli sforzi, al ritorno dei Cinesi che hanno studiato all'estero, a un'aumentata pressione sulle aziende straniere per trasferire tecnologia, all'innalzamento dei livelli tecnologici nazionali cinesi e all'accresciuta richiesta di tecnologia nazionale nel mercato locale.

### Macchine utensili
Lo sviluppo di macchine utensili avanzate, come le macchine utensili a controllo numerico, è visto come una priorità ed è sostenuto dal governo cinese. La Cina è il primo produttore e consumatore mondiale di macchine utensili. Un rapporto del 2010 del governo statunitense affermava che i controlli statunitensi all'esportazione di macchine utensili avanzate a cinque assi erano inefficaci a causa delle capacità tecniche dei produttori cinesi e taiwanesi.

### Robotica
In alcune regioni, come il Delta del Fiume delle Perle, i fabbricanti hanno problemi con la scarsità di manodopera, con i salari crescenti e le aspettative più elevate in tema di lavoro da parte dei giovani più istruiti. Questo ha aumentato la domanda di robot industriali. Nel 2014 si prevedeva che la Cina si sarebbe piazzata quinta nella classifica mondiale riguardo al numero di robot installati e prima riguardo al numero di nuovi robot installati.

### Tessili
Nel 2012 la Cina produceva più di un terzo dell'abbigliamento importato dal mondo sviluppato, ma la quota negli ultimi anni decresce in quanto la produzione a bassa tecnologia e ad alta intensità di lavoro si è spostata in regioni come il Sudest asiatico e l'Europa orientale.

### Industria mineraria e delle terre rare

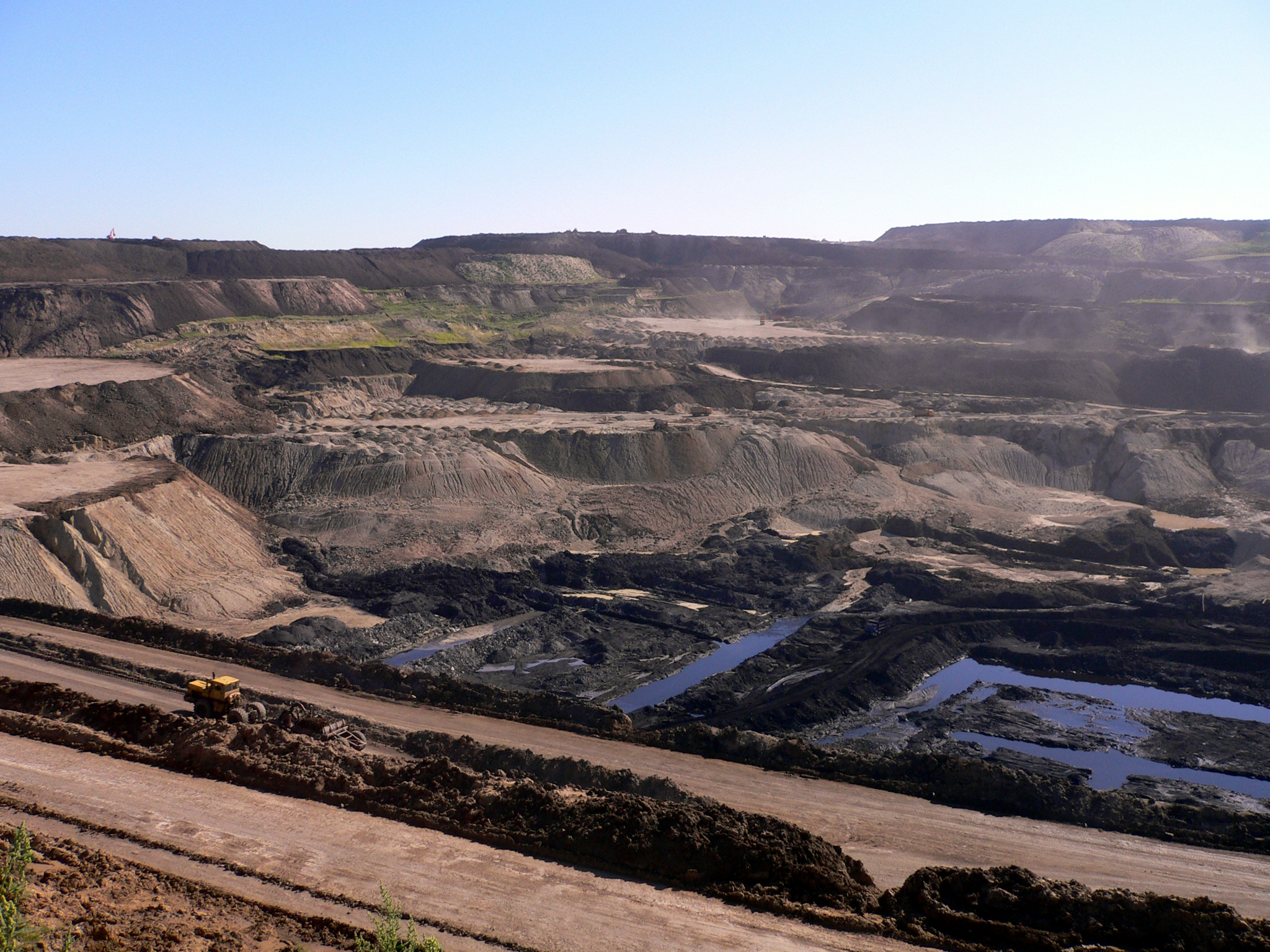
Miniera di carbone nella Mongolia Interna.

Lilian Luca, direttore di The Beijing Axis, un'azienda di consulenza specializzata in intermediazione commerciale e approvvigionamento di materie con la Cina, affermò nel 2010 che la Cina stava diventando leader mondiale in tecnologia mineraria. Le soluzioni tecnologiche erano concentrate inizialmente sull'ottenimento di una produzione massiva a basso costo, ma con il tempo sempre più enfasi è stata posta sui temi ambientali e della sicurezza, riflettendo in parte la maggiore attenzione della Cina alle questioni ambientali. Il paese asiatico era già un leader mondiale in certi settori come la produzione degli elementi delle terre rare. La Cina ha imposto quote sulle esportazioni di elementi delle terre rare, il 95% dei quali sono estratti in Cina, citando problemi ambientali, ma è stata accusata di voler costringere l'industria dell'alta tecnologia che usa le terre rare a trasferirsi in Cina.
Trovare le terre rare è solo il primo passo e, sostengono alcuni, quello più facile. Altri aspetti riguardanti la fabbricazione, come i processi di raffinazione, sono controllati dalla Cina e dal Giappone, avendo gli Stati Uniti, un tempo dominanti, perso tutti i loro produttori e gran parte della loro fondamentale capacità tecnologica, con il numero degli scienziati e ingegneri del settore che cala drammaticamente.

### Scienza dei materiali e nanotecnologia
Uno studio del 2012 riportava che la quota cinese di saggi accademici sulla nanotecnologia era aumentata da meno del 10% nel 2000 a quasi un quarto nel 2009 e aveva superato gli Stati Uniti per la prima posizione. Tuttavia, la Cina era meno influente nelle tre principali riviste internazionali e riguardo alle citazioni. Per queste ragioni, il paese asiatico stava aumentando la sua presenza nelle riviste più influenti. Inoltre, era al secondo posto nel mondo per i brevetti ricevuti. Erano stati creati criteri nazionali e organismi di controllo.

### Prodotti chimici

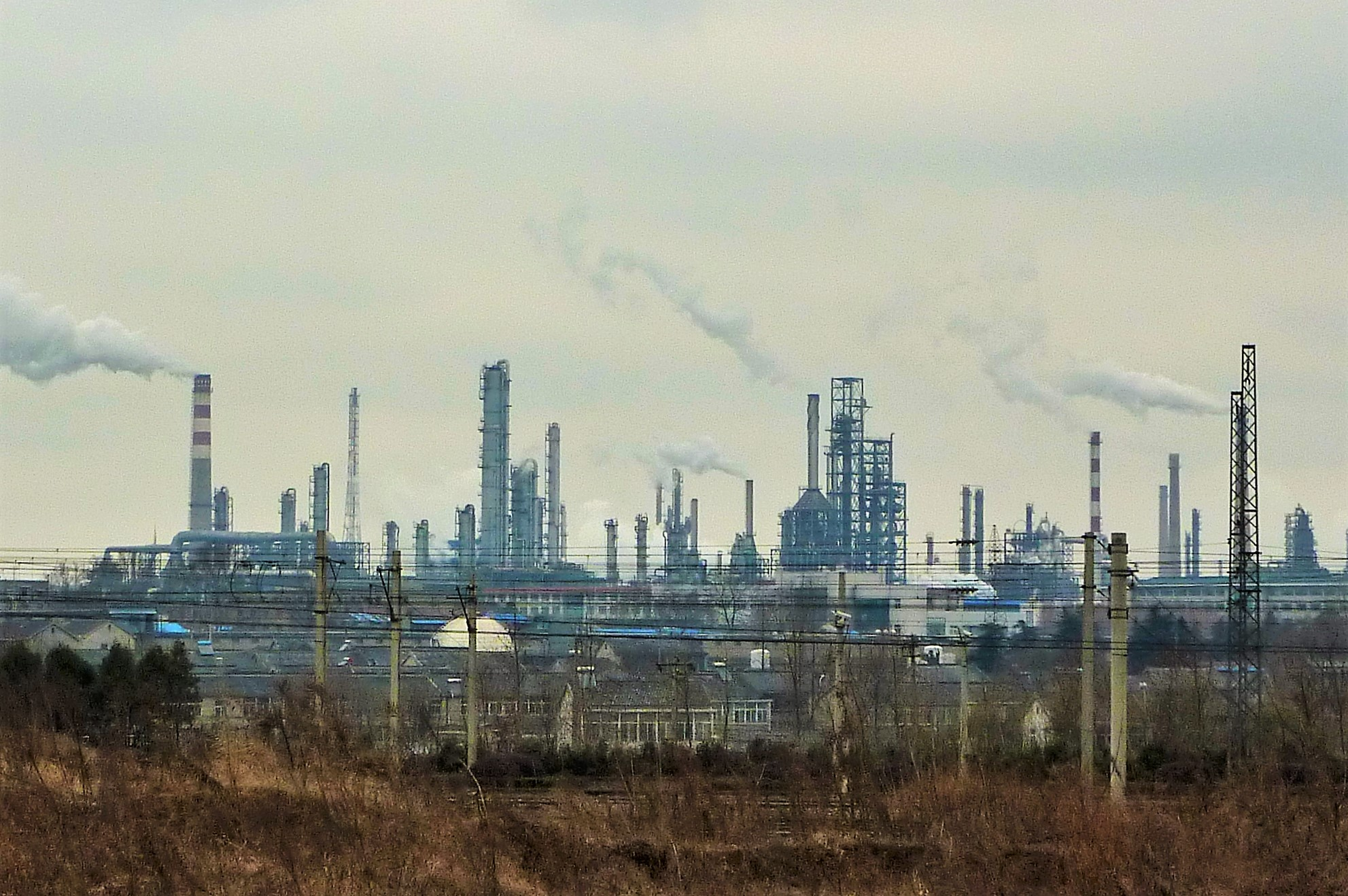
Raffineria petrolifera Jinling a Nanchino.

Nel 2010 la KPMG prevedeva che l'industria chimica cinese sarebbe diventata la più grande del mondo entro il 2015. Il governo cinese punta a rendere la Cina autosufficiente riguardo ai prodotti petrolchimici e plastici ad eccezione delle materie prime grezze di petrolio e di gas. L'industria cinese sta di conseguenza aumentando la R&S al fine di creare prodotti a più alto valore usando tecnologia più avanzata. Un altro sviluppo rilevante sta aumentando l'attenzione sulle preoccupazioni ambientali e sulla tecnologia delle energie rinnovabili.

### Agricoltura
In Cina vi è una mancanza di terreno arabile e di acqua, il che significa che solo le nuove tecnologie possono aumentare la produzione dell'agricoltura nazionale. L'ex presidente Jiang Zemin ha perciò chiesto una "nuova rivoluzione nella scienza e nella tecnologia agricola". Restrizioni e regolamenti riguardo agli alimenti geneticamente modificati sono stati introdotti o proposti in seguito alle sempre più diffuse preoccupazioni dell'opinione pubblica. La Cina ha comprato dall'estero milioni di animali da riproduzione come pure grandi quantità di semi e di embrioni di bestiame allo scopo di migliorare rapidamente la genetica del bestiame cinese. I metodi agricoli più avanzati come l'uso crescente di pesticidi hanno sollevato preoccupazioni in merito alla sicurezza alimentare in Cina.

### Pesca e acquacoltura

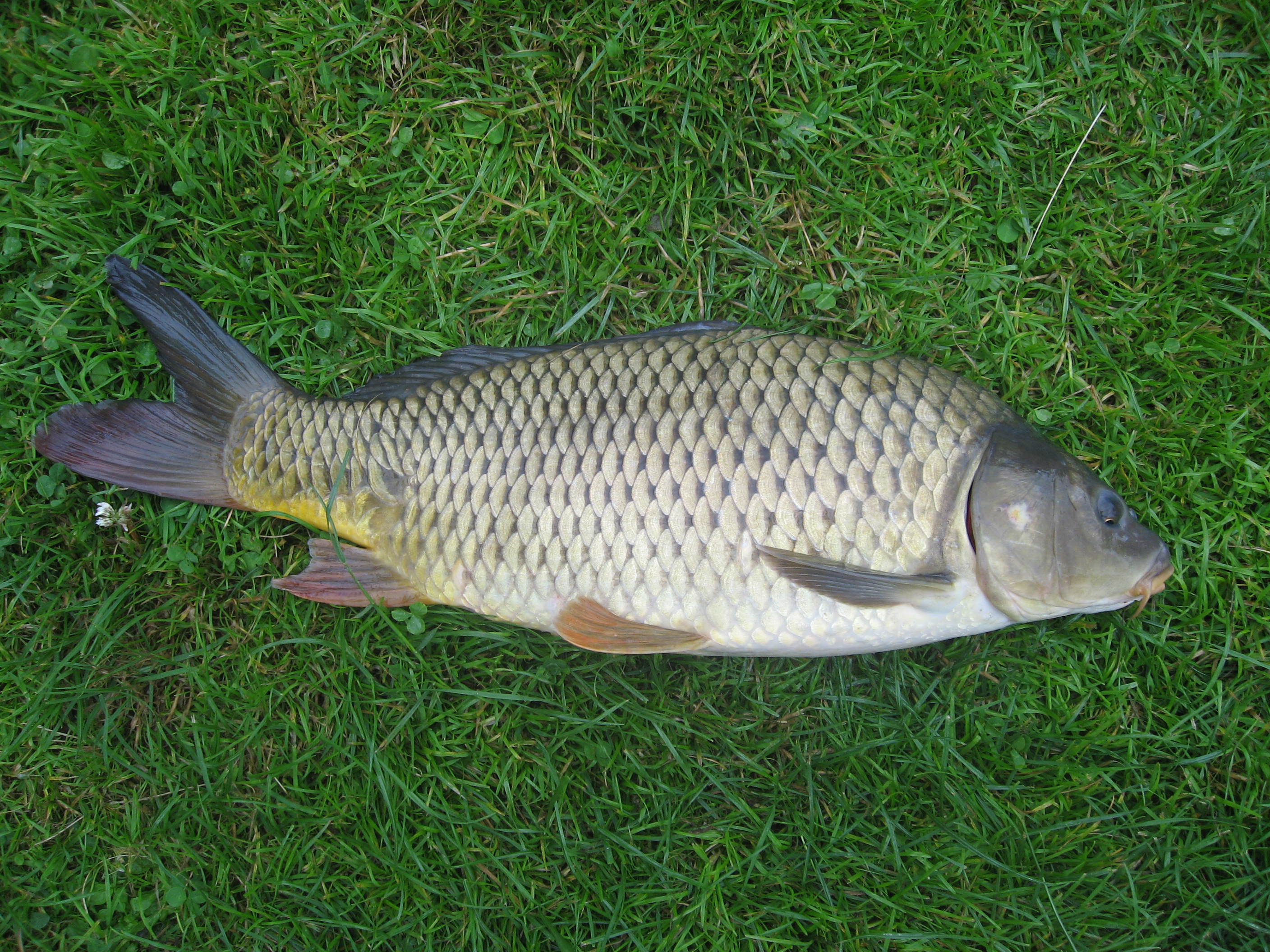
La carpa comune (Cyprinus carpio).

Nel 2008 l'industria della pesca in Cina rappresentava il 34% del prodotto globale. L'acquacoltura in Cina produceva più del doppio della pesca di cattura e contribuiva al 62,3% del prodotto dell'acquacoltura globale. La rapida crescita dell'acquacoltura è dovuta in parte alla ricerca cinese in campi come l'allevamento artificiale delle carpe.

### Biotecnologia e genetica
Il Monitor Group in un rapporto del 2010 prevedeva che la Cina entro un decennio sarebbe diventata la guida mondiale nella scoperta e nell'innovazione nelle scienze della vita. Alcune ricerche sono considerate meno controverse in Cina che altrove, come quelle sulle cause genetiche dell'intelligenza. Si dice che l'Istituto di Genomica di Pechino (Beijing Genomics Institute, BGI) abbia i più grandi impianti del mondo per il sequenziamento del DNA.
Anche le ricerche e i trattamenti basati sulle cellule staminali sono meno controversi nella cultura cinese, che ha sostenuto la ricerca nazionale in questo campo come pure il turismo medico in Cina finalizzato a ricevere terapie sperimentali e spesso non dimostrate. Nel 2012 fu introdotta una regolamentazione più severa che potrebbe aumentare la capacità dell'industria cinese di ottenere l'approvazione per la vendita delle future terapie ad altre nazioni. Più in generale, la Cina mira e ha fatto progressi per diventare una guida mondiale nella medicina rigenerativa, che include anche aree come l'ingegneria tissutale e la terapia genica.
Nel 2011 la Cina affermò che la biotecnologia (comprese la biofarmaceutica, l'ingegneria biomedica, la bioagricoltura e la bioproduzione) era un priorità essenziale della spesa per scienza e tecnologia. La biotecnologia sarebbe stata utilizzata per accrescere lo sviluppo economico nonché per migliorare la tutela ambientale, la nutrizione, le cure sanitarie e la medicina. Il governo cinese si attendeva che la biotecnologia creasse 1 milione di nuovi posti di lavoro durante il periodo 2011-2015.

### Farmaceutici e tecnologia medica

Il farmaco antimalarico artemisinina fu sviluppato da scienziati cinesi utilizzando l'erbologia tradizionale. che fa parte della medicina tradizionale cinese.

Nel 2011 la Merrill Lynch predisse che la Cina sarebbe diventata il secondo più grande mercato farmaceutico del mondo nel 2011 e il più grande nel 2020. L'amministratore delegato della Hoffmann-La Roche nel 2012 affermò che alcuni anni prima molti naturalisti cinesi avevano dovuto lasciare la Cina, ma che ora molti stavamo ritornando a condizioni spesso migliori che in Occidente riguardo ai laboratori, ai finanziamenti e al sostegno politico per l'industria. I farmaci contraffatti hanno causato numerosi scandali oltre ad essere un problema per lo sviluppo dei farmaci e le autorità hanno aumentato le regolamentazioni e i controlli.
Un rapporto del 2011 della PwC affermava che un decennio prima la Cina quasi non aveva alcuna presenza nell'industria della tecnologia medica, mentre ora le sue capacità stavano crescendo rapidamente. Entro il 2020 la Cina sarebbe quindi potuta diventare perfino più importante dell'Europa.

### Temi ambientali
La rapida industrializzazione è stata accompagnata in Cina da molti problemi ambientali e da un inquinamento crescente. Una parte della risposta cinese implica tecnologie avanzate come la rete ferroviaria ad alta velocità più grande del mondo ed elevati requisiti di efficienza dei carburanti per i veicoli.  la Cina sta espandendo rapidamente i suoi sistemi di trattamento delle acque reflue e di riduzione delle emissioni delle centrali elettriche. A causa dei problemi di approvvigionamento e di igiene idrica conseguenti alla crescita della popolazione e dell'urbanizzazione, nonché per le future esportazioni, la Cina sta potenziando le sue capacità tecnologiche per la dissalazione e pianifica di creare un'industria nazionale. Alcune città hanno introdotto programmi e tecnologie estensive di conservazione e riciclo delle acque.

### Produzione e trasmissione di energia
Poiché la Cina si industrializza rapidamente, anche il consumo e la produzione di energia stanno aumentando, come pure la ricerca su questi temi.
Si prevede che il carbone rimanga la più importante fonte di energia nel prossimo futuro e la Cina è stata considerata la guida mondiale nella tecnologia del carbone pulito. Nel 2009 la Cina è divenuta il più grande investitore del mondo in tecnologie per le energie rinnovabili. Si progetta di espandere rapidamente l'energia nucleare poiché la Cina vuole massimizzare la propria affidabilità nella produzione e nella progettazione di reattori nucleari, sebbene siano incoraggiate la cooperazione internazionale e il trasferimento di tecnologia. I reattori avanzati ad acqua pressurizzata come il CPR-1000 e l'AP1000 sono la tecnologia convenzionale del prossimo futuro. I successivi reattori a temperatura molto alta, come i reattori con letto di ciottoli, sono una priorità. Entro la metà del secolo i reattori a neutroni veloci sono previsti come la tecnologia principale.
La Cina nel 2012 intendeva spendere 100 miliardi di dollari nella tecnologia delle griglie intelligenti durante i successivi cinque anni, installare 300 milioni di contatori intelligenti prima del 2016 e divenire la guida mondiale nella trasmissione di energia elettrica. In Cina si sta inoltre introducendo la trasmissione di elettricità a tensione ultra alta al fine di ridurre le perdite di trasmissione.

### Trasporti
L'infrastruttura trasportistica continua a essere sviluppata rapidamente. Si stimava nel 2011 che il Sistema nazionale delle autostrade principali (National Trunk Highway System) superasse in lunghezza il sistema delle interstatali statunitensi. Molte città cinesi hanno o stanno pianificando di costruire metropolitane o altre forme di trasporto rapido.

### Treni

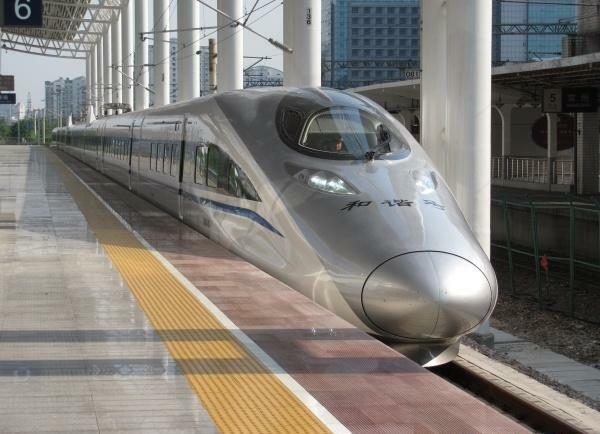
Il CRH380A, un treno elettrico ad alta velocità di progettazione cinese.

La BBC scrisse in un articolo del 2011 che nel 2005 la Cina non aveva ancora ferrovie ad alta velocità. Nel 2010 ne aveva più dell'Europa e ci attendeva che nel 2012 ne avrebbe avuto più del resto del mondo messo insieme. La Cina esigeva che le aziende straniere che volevano partecipare a questi progetti condividessero la loro tecnologia. 10.000 ingegneri e accademici cinesi produssero poi in tre anni un treno cinese ad alta velocità più veloce, che la Cina sta ora esportando in altre nazioni. La rete ferroviaria ad alta velocità è stata criticata nei mezzi d'informazione americani come un discutibile megaprogetto statale volto ad aumentare l'orgoglio e la crescita nazionali, ma che aveva problemi come la corruzione, la qualità di costruzione, la sicurezza, la bassa utilizzazione dovuta ai prezzi elevati dei biglietti e agli alti costi.

### Autoveicoli
L'industria automobilistica in Cina è il più grande produttore di autoveicoli. Tuttavia, le aziende automobilistiche cinesi nazionali hanno avuto difficoltà sul mercato globale e il crescente mercato dei Veicoli elettrici è stato visto come un rimedio per questa situazione. La Cina nel 2010 propose una controversa legislazione, che impone ai produttori di veicoli di formare joint venture di minoranza e di condividere le tecnologie con i produttori automobilistici cinesi per ottenere accesso al mercato. Un rapporto del 2011 finanziato dalla Banca Mondiale affermava che la Cina stava diventando una guida mondiale per i veicoli elettrici.

### Aeromobili commerciali

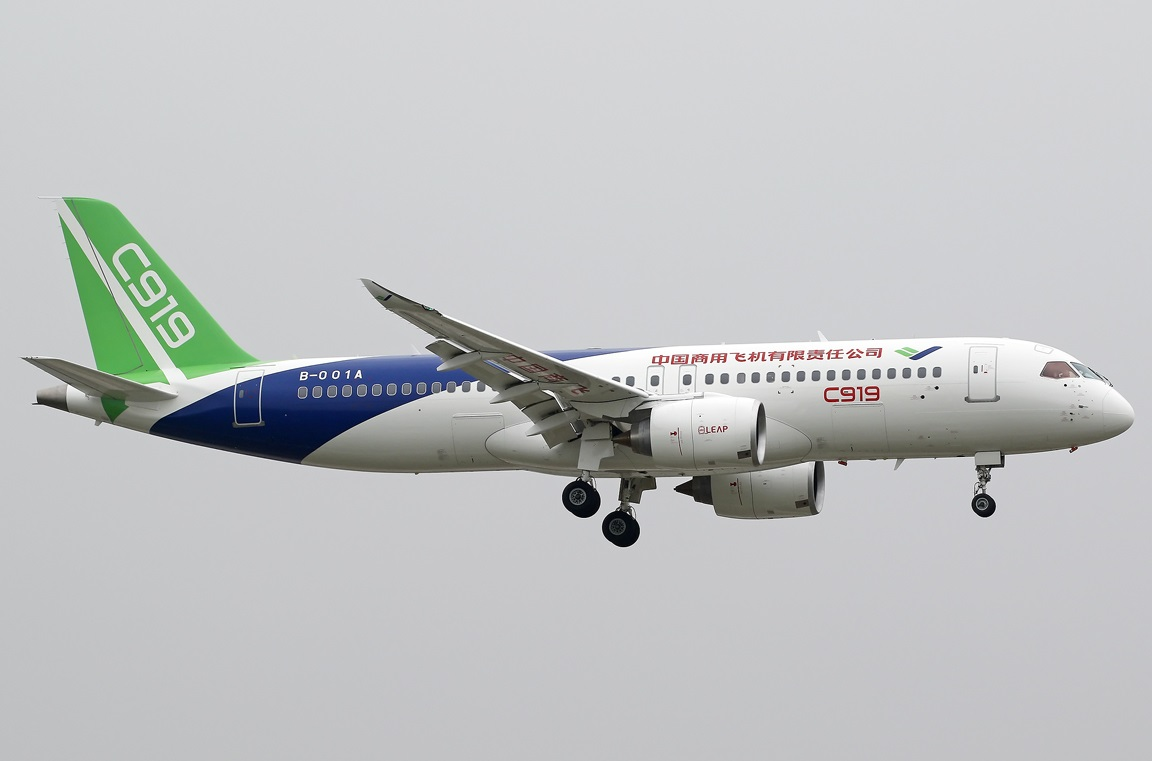
Comac C919

Il produttore aerospaziale di proprietà statale Comac mira a ridurre la dipendenza cinese dalle aziende straniere per i grandi aeromobili passeggeri. Il futuro Comac C919 intende essere completamente fabbricato in Cina.

### Ingegneria navale
Nel 2009-2010 la Cina era diventata il più grande costruttore navale del mondo, ma la Corea del Sud ha riguadagnato la prima posizione nel 2011 grazie alla tecnologia più avanzata. La Cina sta comunque sviluppando le sue capacità tecnologiche e ci si aspetta che la competizione aumenti.

### Intrattenimento
L'industria cinese dell'animazione e l'accesso alle ultime tecnologie del settore, come la tecnologia delle immagini generate al computer in 3D, è sostenuta attivamente dal governo cinese e inclusa nell'ultima pianificazione nazionale. In parte ciò può essere dovuto a un desiderio di aumentare il "potere morbido" cinese. È disponibile la stessa tecnologia di Hollywood e molta post-produzione è esternalizzata in Cina. La fortunata creatività artistica nazionale è però vista come un problema e potrebbe essere limitata da fattori come la produzione che è rivolta a ottenere il patrocinio del governo piuttosto che l'approvazione del pubblico, la censura e alcune trame basate sulla cultura cinese che non incontrano i gusti dei pubblici stranieri. La DreamWorks Animation, in una impresa mista con aziende cinesi, aprirà uno studio a Shanghai che potrebbe alla fine diventare più grande della sede centrale della DreamWorks, in parte per evitare le restrizioni per contingentamento sui film stranieri, con la Cina che si è previsto che tra un decennio diventerà il più grande mercato mondiale del cinema e dell'intrattenimento. La società mista, lanciata il 6 agosto 2012, è nota con il nome di Oriental DreamWorks. Anche la Disney è entrata in una collaborazione per contribuire a sviluppare l'industria dell'animazione cinese.
L'Istituto di Ricerca Cinese per la Scienza e la Tecnologia Cinematografica (China Research Institute of Film & Science Technology) e la China Film Group Corporation hanno sviluppato e nel 2012 messo in uso commerciale il formato di pellicola da film DMAX nonché le tecnologie associate. Si è detto che è un concorrente dell'IMAX e che pone le basi per una tecnologia di proiezione cinematografica cinese che utilizza la tecnologia e la proprietà intellettuale nazionale.

### Ricerca polare
L'Agenzia Artica e Antartica Cinese (Chinese Arctic and Antarctic Administration, CAA) organizza il programma scientifico cinese sia per l'Artide sia per l'Antartide.
La ricerca polare da parte della Cina, in particolare in Antartide, è andata crescendo rapidamente, con la Cina che ha ora tre stazioni di ricerca antartiche e una nell'Artico a Svalbard.

### Esplorazione sottomarina
La Cina sta sviluppando le sue capacità di esplorazione sottomarina, come quella mediante il sommergibile Jiaolong, con un occhio alle future applicazioni come l'industria mineraria sottomarina.

### Astronautica

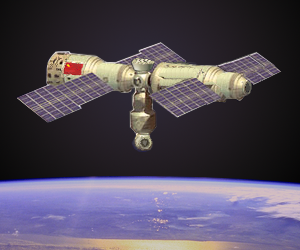
Stampa d'artista della stazione spaziale cinese, ca. 2005.

Il programma spaziale cinese è un'importante fonte di orgoglio nazionale. Nel 1970 fu lanciato il primo satellite cinese, Dong Fang Hong 1. Nel 2003 la Cina divenne il terzo paese a inviare indipendentemente esseri umani nello spazio con il volo spaziale di Yang Liwei a bordo della Shenzhou 5. Nel 2008 la Cina condusse a passeggiata spaziale con la missione Shenzhou 7. Nel 2011 fu lanciato il Tiangong 1 che fu il primo passo verso una stazione spaziale cinese intorno al 2020. Il programma di esplorazione lunare cinese include un veicolo lunare nel 2013 e probabilmente un allunaggio con equipaggio negli anni 2020. L'esperienza ottenuta dal programma lunare sarà usato per i futuri programmi come l'esplorazione di Marte e Venere.
La Cina pianificava di lanciare 5 satelliti commerciali per clienti stranieri nel 2012 e mirava a conquistare il 15% del mercato dei lanci commerciali e il 10% del mercato delle esportazioni di satelliti entro il 2015. Nel 2011 la Cina lanciò a totale di 19 razzi, che era il secondo valore più alto dopo la Russia.
Il Telescopio Sferico con Apertura da cinquecento metri (Five hundred meter Aperture Spherical Telescope, FAST), da completare nel 2016, sarà il più grande radiotelescopio del mondo.

### Tecnologia militare
Un esempio della nuova tecnologia militare cinese è il missile balistico antinave DF-21D che, stando a quanto si dice, ha contribuito a un rapido e rilevante cambiamento nella strategia navale statunitense. La Cina sta sviluppando armi antisatellite e pianifica di rendere globale il sistema di posizionamento BeiDou entro il 2020. Altre nuove tecnologie comprendono gli sviluppi del missile anti-balistico cinese, l'aereo da caccia di quinta generazione Chengdu J-20 e probabilmente le armi a impulso elettromagnetico. I satelliti spia cinesi sono, secondo un rapporto del 2011, quasi uguali a quelli degli Stati Uniti in alcune aree nelle quali la Cina un decennio prima non aveva quasi nessuna capacità. Malgrado l'accresciuta spesa per la difesa la quota della Cina delle importazioni mondiali di armi sta rapidamente calando, in parte riflettendo le accresciute capacità della produzione militare nazionale. La Cina sta sviluppando anche capacità militari di proiezione di potere come quelle attraverso il programma per le portaerei cinesi e il bacino da trasporto anfibio Type 071.
Secondo alcune stime non ufficiali, il 15-28% delle spese governative in R&S potrebbero andare nelle ricerche militari. Il settore della difesa cinese rimane quasi completamente di proprietà statale, ma la produzione di equipaggiamento militare è stata riorganizzata in enti societari che consentono una limitata competizione e il sistema dei brevetti della difesa è stato riformato per consentire maggiori compensi alle imprese e agli individui innovativi. La struttura organizzativa ha prodotto applicazioni civili, mentre al tempo stesso la cooperazione con il settore è aumentata e le ricerche civili sostenute dallo stato a volte hanno applicazioni dual-use. I motori a reazione cinesi rimangono un settore problematico che ha suscitato preoccupazione ai più alti livelli con la Cina che è ancora largamente dipendente dalle importazioni da fabbricanti stranieri. Una possibile spiegazione è una continua frammentazione in stile sovietico del settore della ricerca e della produzione in molte unità isolate che hanno pochi contatti tra loro, causando problemi di standardizzazione complessiva, d'integrazione e di controllo di qualità. Altri problemi derivanti da questo possono essere la duplicazione e la dispersione degli sforzi e la competizione sterile per il sostegno clientelare che causa problemi come la tendenza a nascondere o minimizzare in modo disonesto gli inconvenienti e le carenze. I motori a reazione ad alta precisione possono essere particolarmente sensibili ai problemi di qualità che si vanno ad accumulare.
-->